# Ekvádorská kuchyně

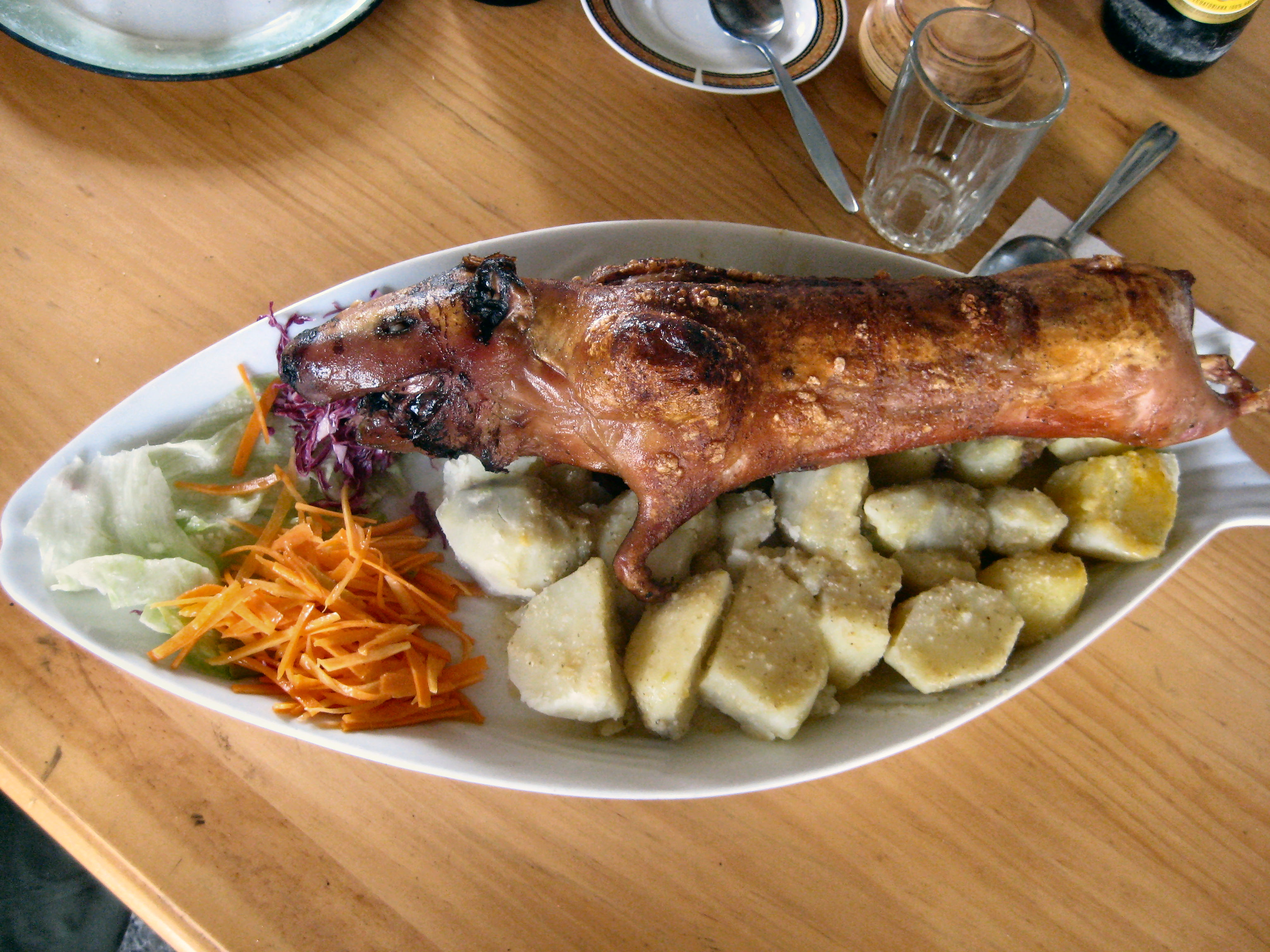
Grilované morče cuy

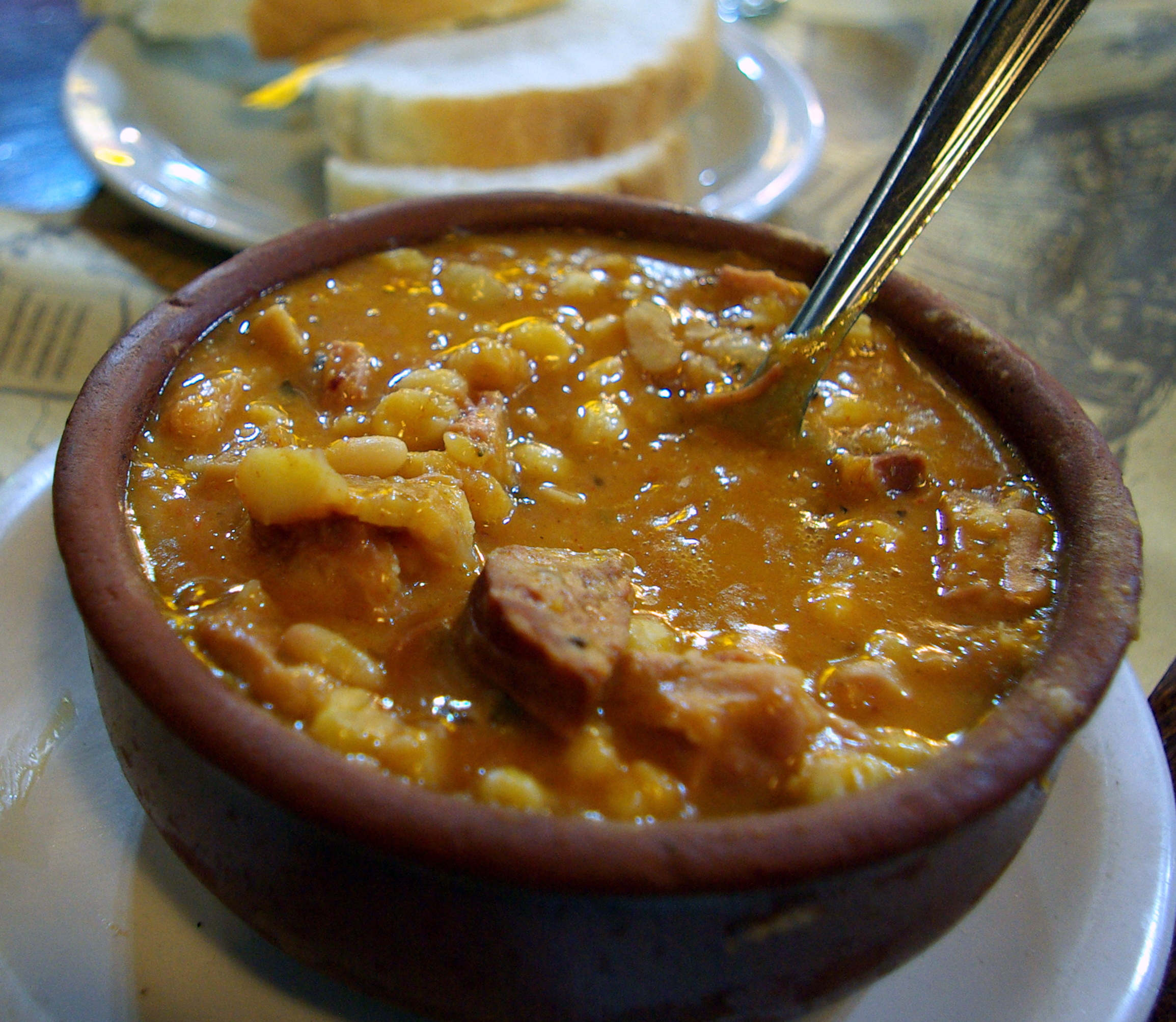
Locro

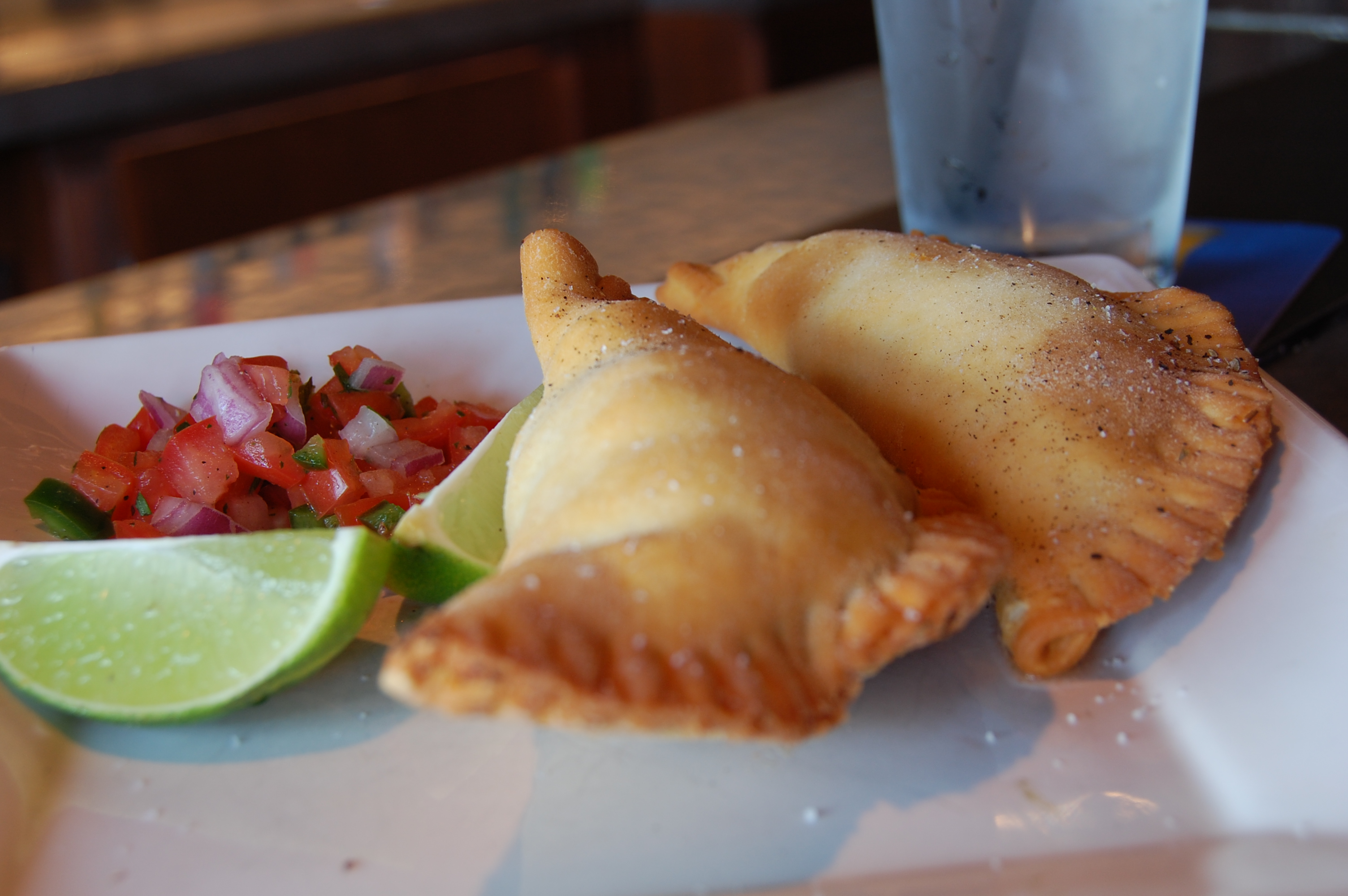
Empanadas

Ekvádorská kuchyně (španělsky: Gastronomía de Ecuador) se v každé oblasti Ekvádoru liší. V pobřežních oblastech se používají pochopitelně ryby a mořské plody, dále je používáno hovězí a kuřecí maso. Jako příloha se obvykle podává rýže, čočka nebo plantain.
V horských oblastech se typicky podává maso z morčat (cuy), dále se podává vepřové maso, brambory nebo kukuřice.
V oblastech amazonského pralesa se používá maniok, banány a ryby (například piraně).

## Příklady ekvádorských pokrmů
Příklady ekvádorských pokrmů:
- Cuy, opečené morče podávané vcelku
- Locro, polévka z brambor, kukuřice, sýra a avokáda
- Empanada, plněná kapsa z těsta
- Llanpigacho, pečivo plněné sýrem
- Seco de chivo, pokrm z dušeného kozího masa
- Ceviche, syrové ryby nebo mořské plody pokapané citrónem
- Ají, chilli omáčka
- Fanesca, polévka z luštěnin a kukuřice podávaná na Velikonoce

## Příklady ekvádorských nápojů
Příklady ekvádorských nápojů:
- Chica, kukuřičné pivo
- Pivo
- Pisco, pálenka z vína
- Inca Kola, druh limonády
- Aguardiente, alkoholický nápoj z cukrové třtiny